# Sinopoda reinholdae
Sinopoda reinholdae – gatunek pająka z rodziny spachaczowatych i podrodziny Heteropodinae.

## Taksonomia
Gatunek ten opisany został po raz pierwszy w 2020 roku przez Elenę Grall i Petera Jägera na łamach „Zootaxa”. Jako miejsce typowe wskazano rezerwat przyrody Matang na terenie malezyjskiego stanu Sarawak. Epitet gatunkowy nadano na cześć arachnolożki Christy L. Deeleman-Reinhold.

## Morfologia
Jedyny zmierzony okaz jest samicą o ciele długości 3 mm przy prosomie długości 2,5 mm i szerokości 1,5 mm. U okazu przechowywanego w alkoholu szczękoczułki są żółte z brązowymi nasadami, nogogłaszczki żółtawobrązowe, a odnóża żółtawobrązowe z brązowymi udami i częściowo brązowymi goleniami. Oczy wszystkich par są wykształcone. Oczy pary przednio-bocznej są większe niż pary przednio-środkowej. Szczękoczułki mają trzy zęby na krawędzi przedniej i cztery na tylnej. Genitalia samicy mają szersze niż dłuższe pole epigynalne pozbawione pasm przednich i sensillów szczeliniastych, przegrodę z głębokim wcięciem pośrodku przodu, częściowo zlane płaty boczne z wcięciem pośrodku tylnego brzegu, krótkie wyrostki gruczołowe położone brzusznie względem spermatek, a spermateki zlane tylko w przedniej części, a w tylnej wybrzuszone bocznie.

## Rozprzestrzenienie
Pająk orientalny, endemiczny dla Borneo, znany tylko z lokalizacji typowej na terenie stanu Sarawak. Odnaleziony został pod korą na wysokości 1000 m n.p.m.